# Louis Parant
Louis Parant (1890-1958) est un architecte québécois actif dans la première moitié du XXe siècle.

## Biographie
Né à Montréal, le 16 juin 1890, Louis Parant montre un intérêt précoce pour le dessin et l'art. Après avoir terminé ses études secondaires, il décide de s'inscrire à l'École technique de Montréal, où il obtient son diplôme en 1911. En 1913, Parant devient architecte en titre de la Ville de Montréal. Il y reste jusqu'en 1922 ; il démissionne alors pour pouvoir participer à titre privé à la reconstruction de l'hôtel de ville, détruit par un incendie.

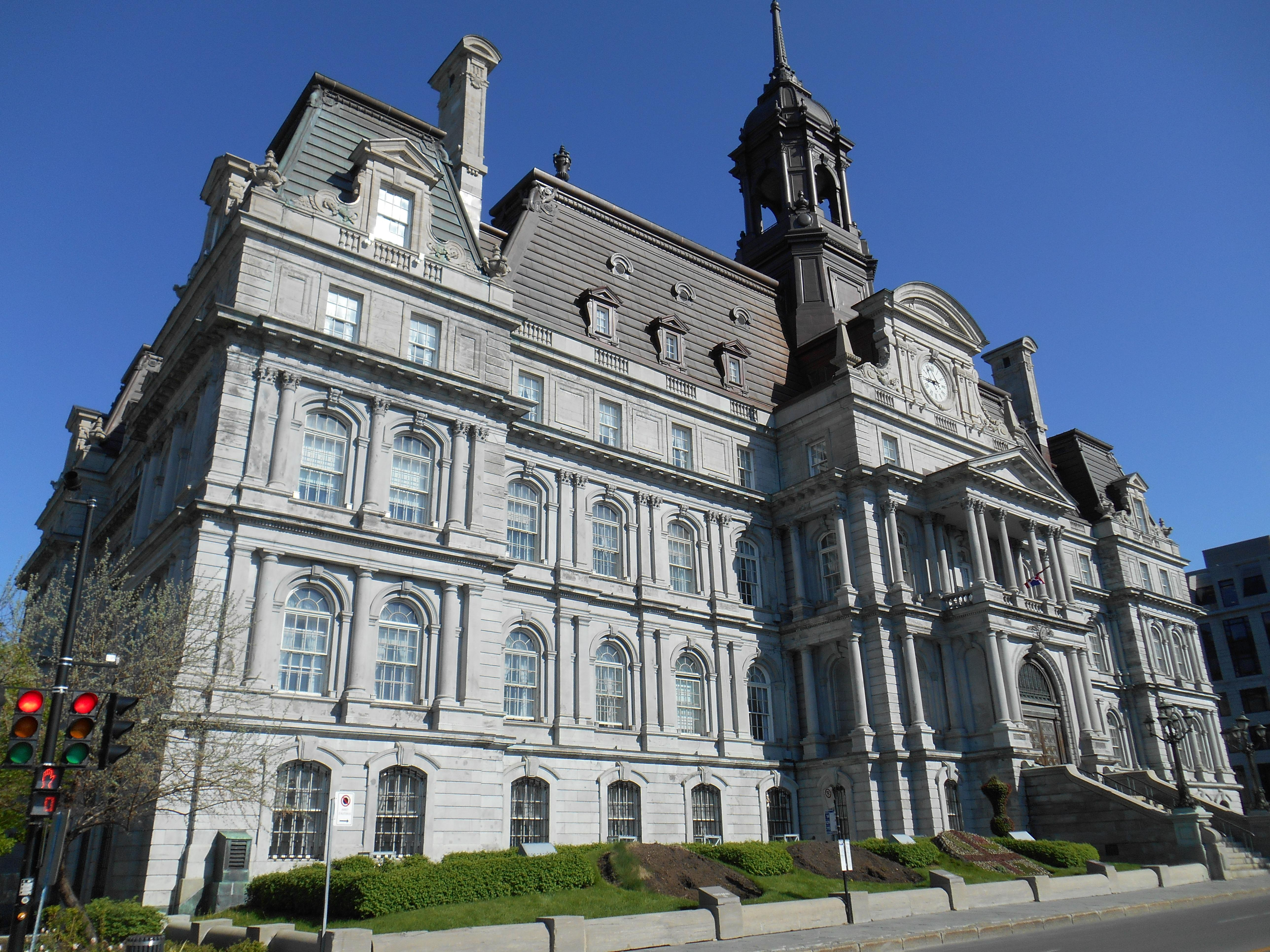
Hôtel de ville de Montréal

Pour ce faire, il s'associe à Donat-Arthur Gascon sous la supervision du comité créé à cet effet  et composé des architectes Jean-Omer Marchand, Louis-Auguste Amos, Ernest Cormier et David Jerome Spence. Il collabore également avec son successeur à la ville, J.L.D. Lafrenière, pour l'aménagement du nouvel édifice de 1922 à 1926.
Avec son associé Gascon et plus tard avec Antoine-L. Auger, Parant multiplie les contrats, notamment pour les diocèses de Montréal, Trois-Rivières et Ottawa, ainsi que pour des communautés religieuses. On doit à ce cabinet un nombre important de couvents, d'écoles, d'institutions de santé et d'agrandissements et de création d'édifices publics, comme des casernes et des banques. 
Parant devient membre de l'Association des architectes de la province de Québec (Ordre des architectes du Québec) et de l'Institut royal d'architecture du Canada.
Il meurt à Montréal le 10 juin 1958.